# Вера Панфилова
Вера Панфилова (на руски: Панфилова, Вера Константиновна) е руска театрална и киноактриса и певица.

## Биография
Родена е на 1 септември 1991 г. в Москва. Вера е дъщеря на Александра Панфилова и известния рок певец Константин Кинчев. Като дете Вера участва в няколко клипа на песни на групата на баща си Алиса. За първи път тя се появява в клипа към песента „Лунный вальс“ през 1996 г., заедно със сестра си Маша. Същата година се снима в рекламата към албума Jazz.
Първата певческа изява на Вера е през 1998 г., когато на концерт на Алиса изпълнява с баща си песента „Мы вместе“. През 2002 г., в процеса на записване на новия албум на Алиса, Константин и Вера изпълняват акустичен сет в радиопрограмата „Стриж тайм“, като Вера припява и свири на домра.
През 2003 г. Вера пее в песента „Родина“ от албума „Сейчас позднее чем ты думаешь“. С тази песен групата открива юбилейния си концерт „Алиса XX лет“ същата година.
През 2008 г. учи актьорско майсторство в школата МХАТ, а от 2009 до 2013 г. – в режисьорския факултет на РАТИ. От май 2013 г. се изявява на сцената на театър „Владимир Маяковски“.
Дебютът на Вера в киното е филмът „Безразличие“ от 2010 г., където тя изиграва второстепенна роля. След това се снима в сериалите „Живот и съдба“ и „Пьотр Лещенко. Всичко, което беше...“. През 2014 г. играе поддържаща роля в комедията на Тимур Бекмамбетов „Елхи 1914“ и във филма „Стартъп“. Снима се в сериала „Метод“.

## Филмография

### Филми
- Безразличие (2010)
- Елхи 1914 (2014)
- Стартъп (2014)

### Сериали
- Живот и съдба (2012)
- Пьотр Лещенко. Всичко, което беше... (2013)
- Метод (2015 – )